# Vallant-Saint-Georges
Pour les articles homonymes, voir Saint-Georges, Saint Georges et Georges.
Vallant-Saint-Georges est une commune française, située dans le département de l'Aube en région Grand Est.

## Géographie

### Localisation
Vallant-Saint-Georges est un petit village du nord-est de la France, à 25 km au nord-ouest de Troyes et 140 km au sud-est de Paris, dans le département de l'Aube en région Champagne-Ardenne. Il est sur la rive gauche de la Seine.

### Communes limitrophes
| Mesgrigny               | Méry-sur-Seine        | Droupt-Sainte-Marie |
|                         | Vallant-Saint-Georges | Droupt-Saint-Basle  |
| Orvilliers-Saint-Julien | Saint-Mesmin          |                     |

### Description
L'altitude moyenne de Vallant-Saint-Georges est de 90 mètres environ. Sa superficie est de 17,86 km2. Sa latitude est de 48.47 degrés nord et sa longitude de 3.903 degrés est. Les villes et villages proches de Vallant-Saint-Georges sont : Mesgrigny (10170) à 2,45 km, Droupt-Saint-Basle (10170) à 2,97 km, Droupt-Sainte-Marie (10170) à 3,19 km, Saint-Mesmin (10280) à 3,22 km, Méry-sur-Seine (10170) à 4,50 km.

### Hydrographie
La commune est dans la région hydrographique « la Seine de sa source au confluent de l'Oise (exclu) » au sein du bassin Seine-Normandie. Elle est drainée par l'ancien canal de la Haute Seine, la Seine, la rivière du Moulin, le Fossé 01 de la Belle Etoile, le Fossé 01 des Noues, le ru le Ruisseau et divers autres petits cours d'eau,.
La Seine, un fleuve long de 775 km, coule dans le Bassin parisien et notamment dans le département de l’Aube en le traversant du sud-est au nord-ouest. Elle irrigue la commune dans sa partie nord-est.
L'ancien canal de la Haute Seine est un canal, chenal non navigable de 38,2 km. Il prend sa source dans la commune de Barberey-Saint-Sulpice et se jette dans l'Aube au niveau de la commune de Marcilly-sur-Seine. 

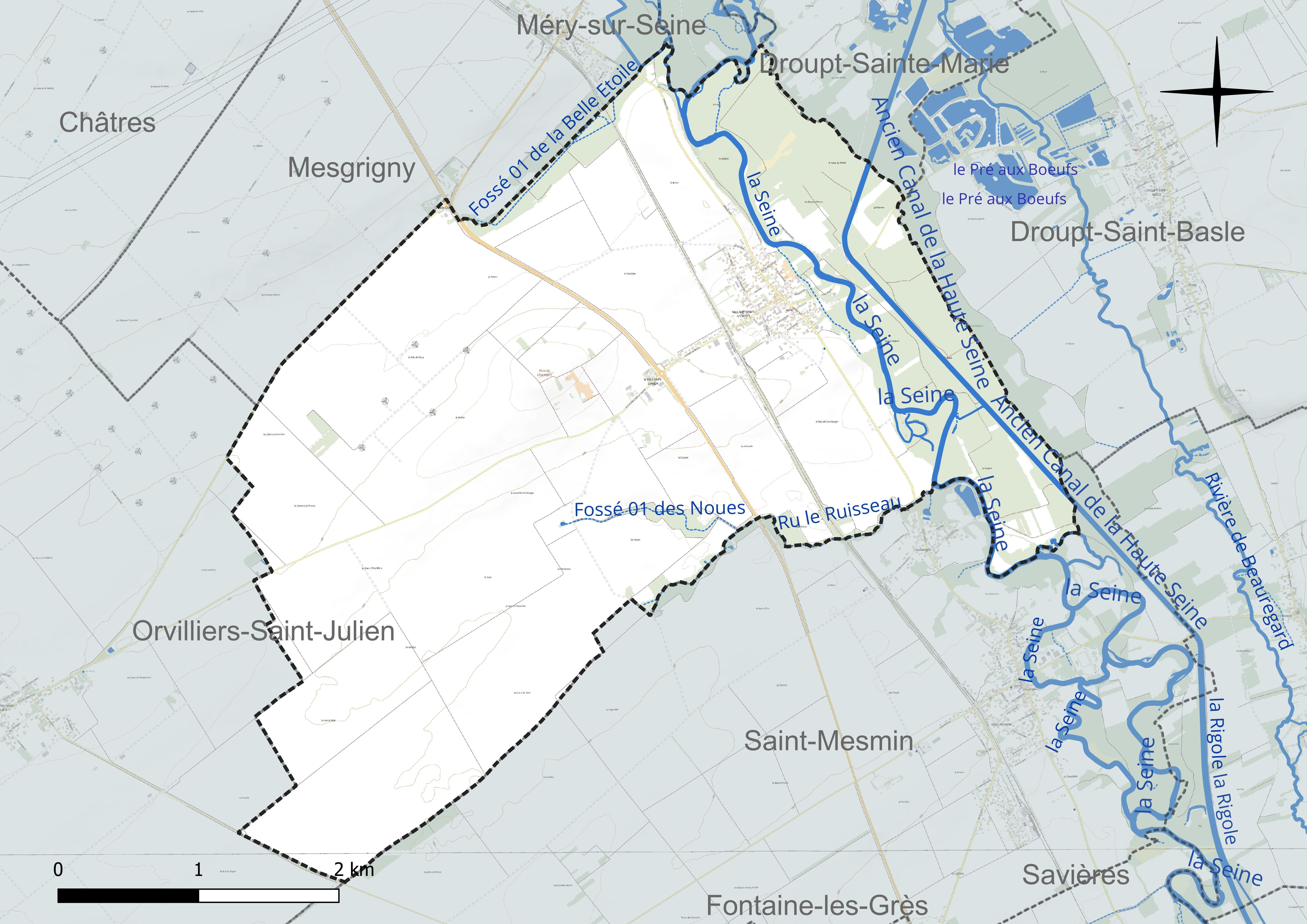
Réseau hydrographique de Vallant-Saint-Georges.

### Climat
Pour des articles plus généraux, voir Climat du Grand Est et Climat de l'Aube.
En 2010, le climat de la commune est de type climat océanique dégradé des plaines du Centre et du Nord, selon une étude du Centre national de la recherche scientifique s'appuyant sur une série de données couvrant la période 1971-2000. En 2020, Météo-France publie une typologie des climats de la France métropolitaine dans laquelle la commune est exposée à un climat océanique altéré et est dans la région climatique  Nord-est du bassin Parisien, caractérisée par un ensoleillement médiocre, une pluviométrie moyenne régulièrement répartie au cours de l’année et un hiver froid (3 °C). 
Pour la période 1971-2000, la température annuelle moyenne est de 10,6 °C, avec une amplitude thermique annuelle de 15,8 °C. Le cumul annuel moyen de précipitations est de 670 mm, avec 11,6 jours de précipitations en janvier et 7,5 jours en juillet. Pour la période 1991-2020, la température moyenne annuelle observée sur la station météorologique de Météo-France la plus proche, « Romilly », sur la commune de Romilly-sur-Seine à 14 km à vol d'oiseau, est de 11,2 °C et le cumul annuel moyen de précipitations est de 619,5 mm. 
La température maximale relevée sur cette station est de 42,3 °C, atteinte le 25 juillet 2019 ; la température minimale est de −25,2 °C, atteinte le 6 janvier 1971,,. 
Les paramètres climatiques de la commune ont été estimés pour le milieu du siècle (2041-2070) selon différents scénarios d'émission de gaz à effet de serre à partir des nouvelles projections climatiques de référence DRIAS-2020. Ils sont consultables sur un site dédié publié par Météo-France en novembre 2022.

## Urbanisme

### Typologie
Au 1er janvier 2024, Vallant-Saint-Georges est catégorisée commune rurale à habitat dispersé, selon la nouvelle grille communale de densité à 7 niveaux définie par l'Insee en 2022.
Elle est située hors unité urbaine. Par ailleurs la commune fait partie de l'aire d'attraction de Troyes, dont elle est une commune de la couronne,. Cette aire, qui regroupe 209 communes, est catégorisée dans les aires de 200 000 à moins de 700 000 habitants,.

### Occupation des sols
L'occupation des sols de la commune, telle qu'elle ressort de la base de données européenne d’occupation biophysique des sols Corine Land Cover (CLC), est marquée par l'importance des territoires agricoles (77,3 % en 2018), une proportion identique à celle de 1990 (77,3 %). La répartition détaillée en 2018 est la suivante :
terres arables (77,1 %), forêts (17,4 %), milieux à végétation arbustive et/ou herbacée (3 %), zones urbanisées (2,2 %), zones agricoles hétérogènes (0,2 %). L'évolution de l’occupation des sols de la commune et de ses infrastructures peut être observée sur les différentes représentations cartographiques du territoire : la carte de Cassini (XVIIIe siècle), la carte d'état-major (1820-1866) et les cartes ou photos aériennes de l'IGN pour la période actuelle (1950 à aujourd'hui).

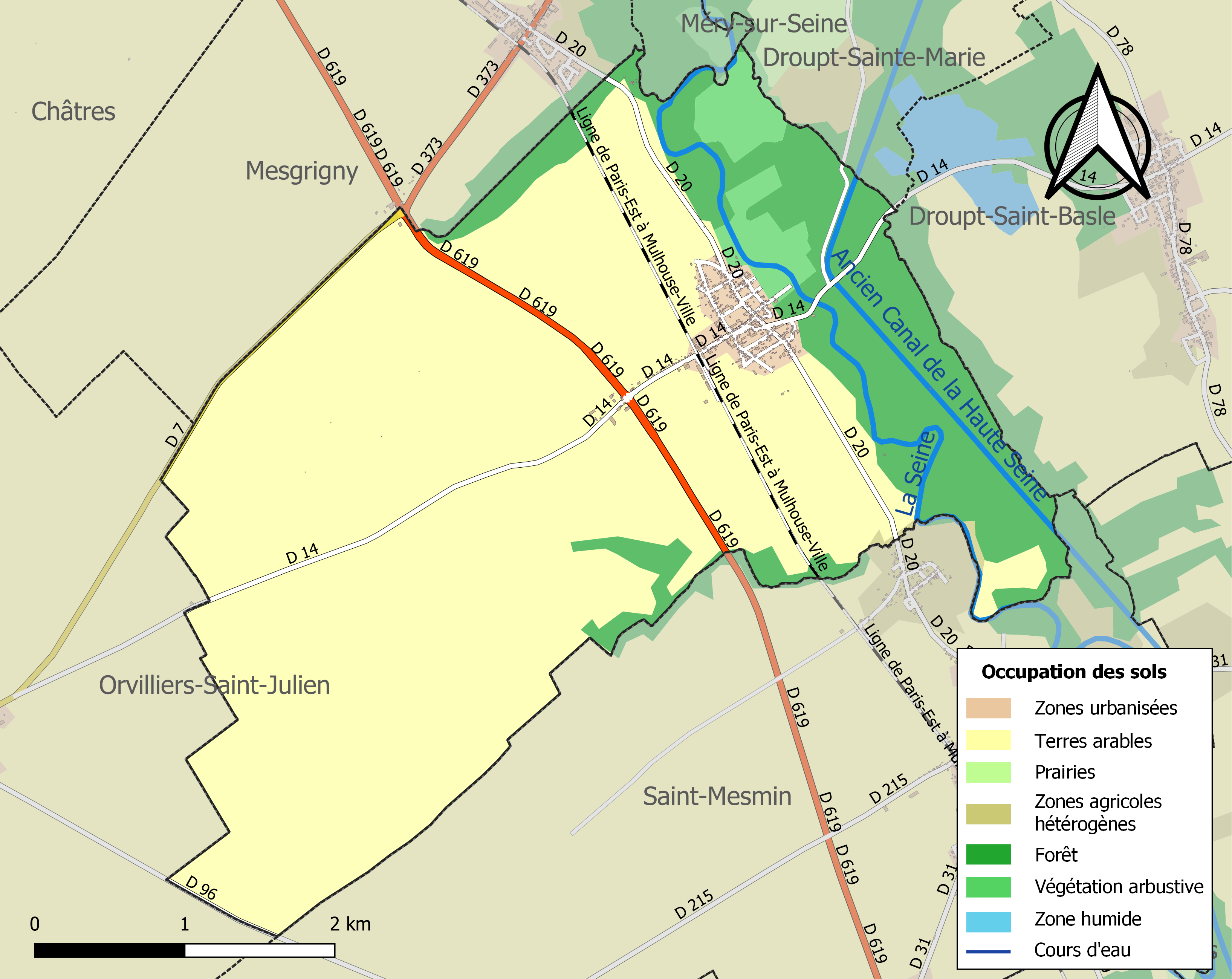
Carte des infrastructures et de l'occupation des sols de la commune en 2018 (CLC).

## Population et logements
La population de Vallant-Saint-Georges était de 354 au recensement de 1999, 376 en 2006, 380 en 2007 et 388 en 2009. La densité de population du village est de 21.72 habitants par km².
Le nombre de logements sur la commune a été estimé à 184 en 2007. Ces logements se composent de 160 résidences principales, 8 résidences secondaires ou occasionnels ainsi que 16 logements vacants.

## Histoire
Les lieux sont de glorieuse légende : ils auraient vu la bataille des champs Catalauniques en 451, et la chapelle de Saint-Georges (le fameux vainqueur de dragon) ne serait rien moins que l'abri de la tombe de Théodoric, chef des Wisigoths, tué lors de cet affrontement contre Attila. Le nom complet de cette chapelle est d'ailleurs Saint-Georges en Gaonnay ou Gannaye, de Ganayo, Ganayum, Gagnare qui signifie « emporté / gagné par la force à la pointe de l'épée ». Les chanoines de Troyes (à cette date il s'y trouve un évêque depuis un peu plus de un siècle), seigneurs de Vallans, auraient contribué à l'édification de la chapelle comme action de grâces pour la délivrance du pays. Un prieuré y est fondé vers 1090, peuplé par des religieux venus de l'abbaye Saint-Quentin de Beauvais et doté par l'évêque Philippe d'une prébende entière et perpétuelle dans la cathédrale.
Quant à Vallant, orthographié Vallans jusque dans le XVIIIe siècle, il aurait pris son nom de ce qu'il est situé dans une vallée. En 1784 c'est un hameau de Saint-Georges ; il comprend alors 65 foyers et le seigneur du lieu est là aussi le chapitre de la cathédrale.
En 1788, Louis XVI ordonne l'extinction et la suppression du prieuré ; ses reliques et statues sont emmenées à l'église de Vallant en 1790.
Au cours de la Révolution française, la commune porte provisoirement le nom de Vallant-les-Fontaines.
En 1801, un arrêté consulaire réunit Vallant et Saint-Georges en une seule commune.
Les 7 et 8 février 1814, vingt mille soldats des Alliés entrèrent dans le village faisant fuir les habitants de peur des mauvais traitements. Deux maisons furent incendiées, deux autres détruites et tous les animaux disparurent. Les habitants s'étaient réfugiés dans le bois les Iles.

### Le Grand-Saint-Georges
Hameau à deux kilomètres dit aussi Saint-Georges-en-Gaonnay, il était aussi le siège d'un prieuré fondé en 1089 avec l'autorisation du chapitre Saint-Pierre de Troyes. Il avait une grange aux dîmes, un four banal, une église, le tout fut vendu comme bien national en 1792.

## Politique et administration
| Période                                  | Période  | Identité               | Étiquette | Qualité       |
| ---------------------------------------- | -------- | ---------------------- | --------- | ------------- |
| 1793                                     |          | Moriat                 |           |               |
| An II                                    |          | Claude-Clément Perrin  |           |               |
| Frimaire An IV                           |          | Claude Briois          |           |               |
| Germinal An VI                           |          | François Menuelle      |           |               |
| Messidor An VIII                         |          | Claude Alexis Ccolson  |           |               |
| juin 1816                                |          | Bonnaventure Galley    |           |               |
| mars 1819                                |          | François Menuelle fils |           |               |
| juillet 1829                             |          | Jacques Alexis Clément |           |               |
| août 1848                                |          | Eugène Garnnier        |           |               |
| septembre 1852                           |          | Amable Herluisson      |           |               |
| août 1860                                |          | Armand Pédet           |           |               |
| mars 2001                                |          | Éric Carlier           |           | Fonctionnaire |
| juin 2020                                | En cours | Jean-Claude Marion     |           |               |
| Les données manquantes sont à compléter. |          |                        |           |               |

## Démographie

### Évolution démographique
L'évolution du nombre d'habitants est connue à travers les recensements de la population effectués dans la commune depuis 1793. Pour les communes de moins de 10 000 habitants, une enquête de recensement portant sur toute la population est réalisée tous les cinq ans, les populations de référence des années intermédiaires étant quant à elles estimées par interpolation ou extrapolation. Pour la commune, le premier recensement exhaustif entrant dans le cadre du nouveau dispositif a été réalisé en 2004.

En 2022, la commune comptait 417 habitants, en évolution de +10,9 % par rapport à 2016 (Aube : +0,7 %, France hors Mayotte : +2,11 %).
| 1793 | 1800 | 1806 | 1821 | 1831 | 1836 | 1841 | 1846 | 1851 |
| ---- | ---- | ---- | ---- | ---- | ---- | ---- | ---- | ---- |
| 363  | 401  | 443  | 419  | 437  | 486  | 507  | 527  | 525  |

| 1856 | 1861 | 1866 | 1872 | 1876 | 1881 | 1886 | 1891 | 1896 |
| ---- | ---- | ---- | ---- | ---- | ---- | ---- | ---- | ---- |
| 515  | 549  | 509  | 485  | 470  | 428  | 406  | 402  | 380  |

| 1901 | 1906 | 1911 | 1921 | 1926 | 1931 | 1936 | 1946 | 1954 |
| ---- | ---- | ---- | ---- | ---- | ---- | ---- | ---- | ---- |
| 384  | 380  | 365  | 345  | 390  | 370  | 395  | 388  | 423  |

| 1962 | 1968 | 1975 | 1982 | 1990 | 1999 | 2004 | 2006 | 2009 |
| ---- | ---- | ---- | ---- | ---- | ---- | ---- | ---- | ---- |
| 431  | 418  | 406  | 407  | 378  | 354  | 361  | 376  | 388  |

| 2014 | 2019 | 2022 | - | - | - | - | - | - |
| ---- | ---- | ---- | - | - | - | - | - | - |
| 375  | 400  | 417  | - | - | - | - | - | - |

### Pyramide des âges
En 2018, le taux de personnes d'un âge inférieur à 30 ans s'élève à 30,3 %, soit en dessous de la moyenne départementale (35,2 %). À l'inverse, le taux de personnes d'âge supérieur à 60 ans est de 33,8 % la même année, alors qu'il est de 27,7 % au niveau départemental.
En 2018, la commune comptait 204 hommes pour 188 femmes, soit un taux de 52,04 % d'hommes, largement supérieur au taux départemental (48,59 %).
Les pyramides des âges de la commune et du département s'établissent comme suit.
| Hommes | Classe d’âge | Femmes |
| ------ | ------------ | ------ |
| 1,0    | 90 ou +      | 1,6    |
| 10,1   | 75-89 ans    | 14,6   |
| 18,3   | 60-74 ans    | 22,4   |
| 20,2   | 45-59 ans    | 14,1   |
| 19,7   | 30-44 ans    | 17,7   |
| 12,0   | 15-29 ans    | 11,5   |
| 18,8   | 0-14 ans     | 18,2   |

| Hommes | Classe d’âge | Femmes |
| ------ | ------------ | ------ |
| 0,8    | 90 ou +      | 2,1    |
| 7,4    | 75-89 ans    | 10,2   |
| 17,4   | 60-74 ans    | 18,4   |
| 19,4   | 45-59 ans    | 19     |
| 17,8   | 30-44 ans    | 17,3   |
| 18,3   | 15-29 ans    | 15,9   |
| 19     | 0-14 ans     | 17,1   |

## Lieux et monuments
L'église Saint-Julien du XIIe siècle sous le vocable de saint Georges a été remaniée au XVIe siècle (le musée Saint-Loup de Troyes possède un carreau de dallage de l'église daté de la seconde moitié du XVIe siècle). Les statues de saint Jean et de saint Georges sont issues du prieuré Saint-Georges (voir plus haut la section « Histoire »).

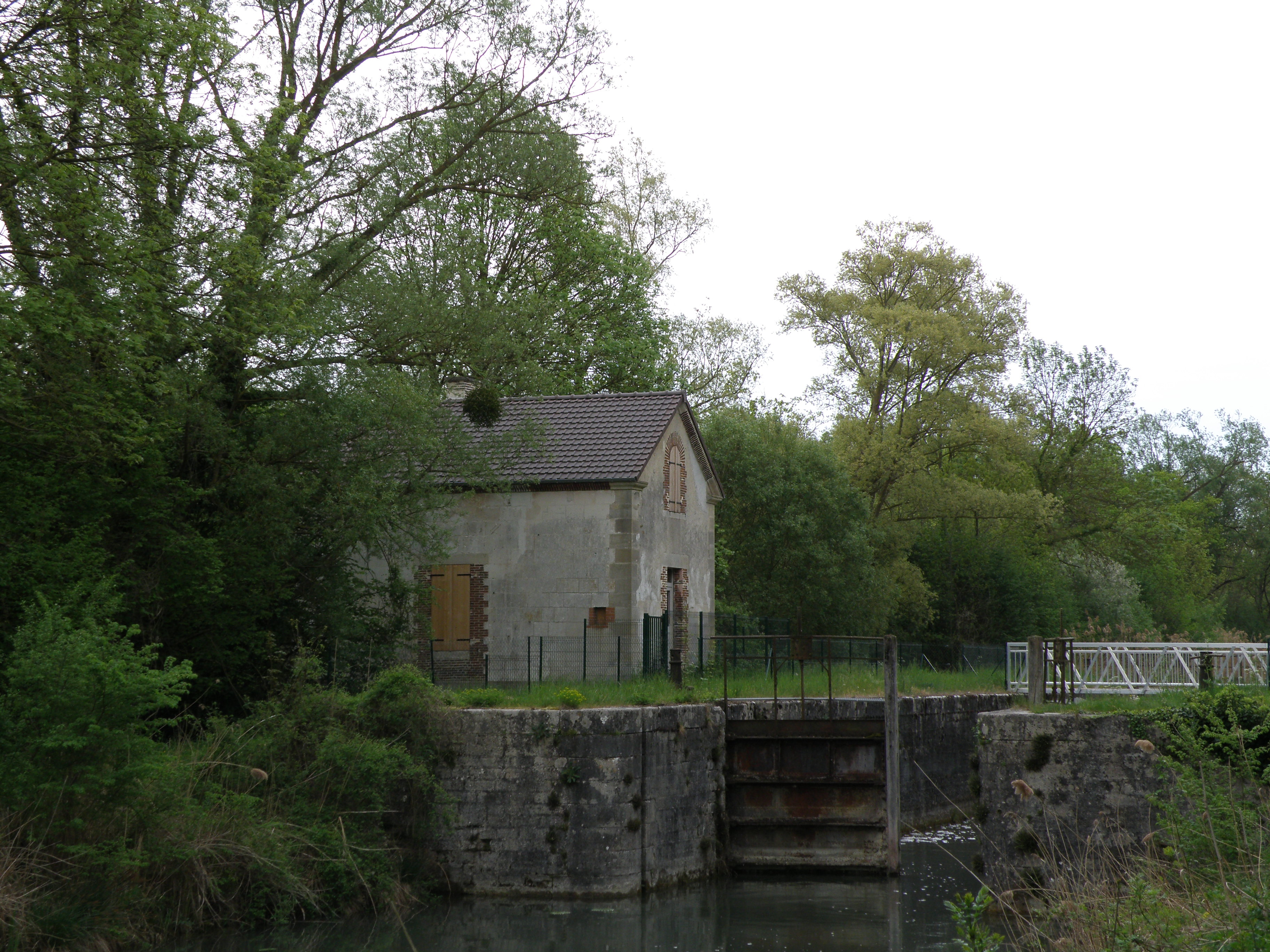
L'écluse.
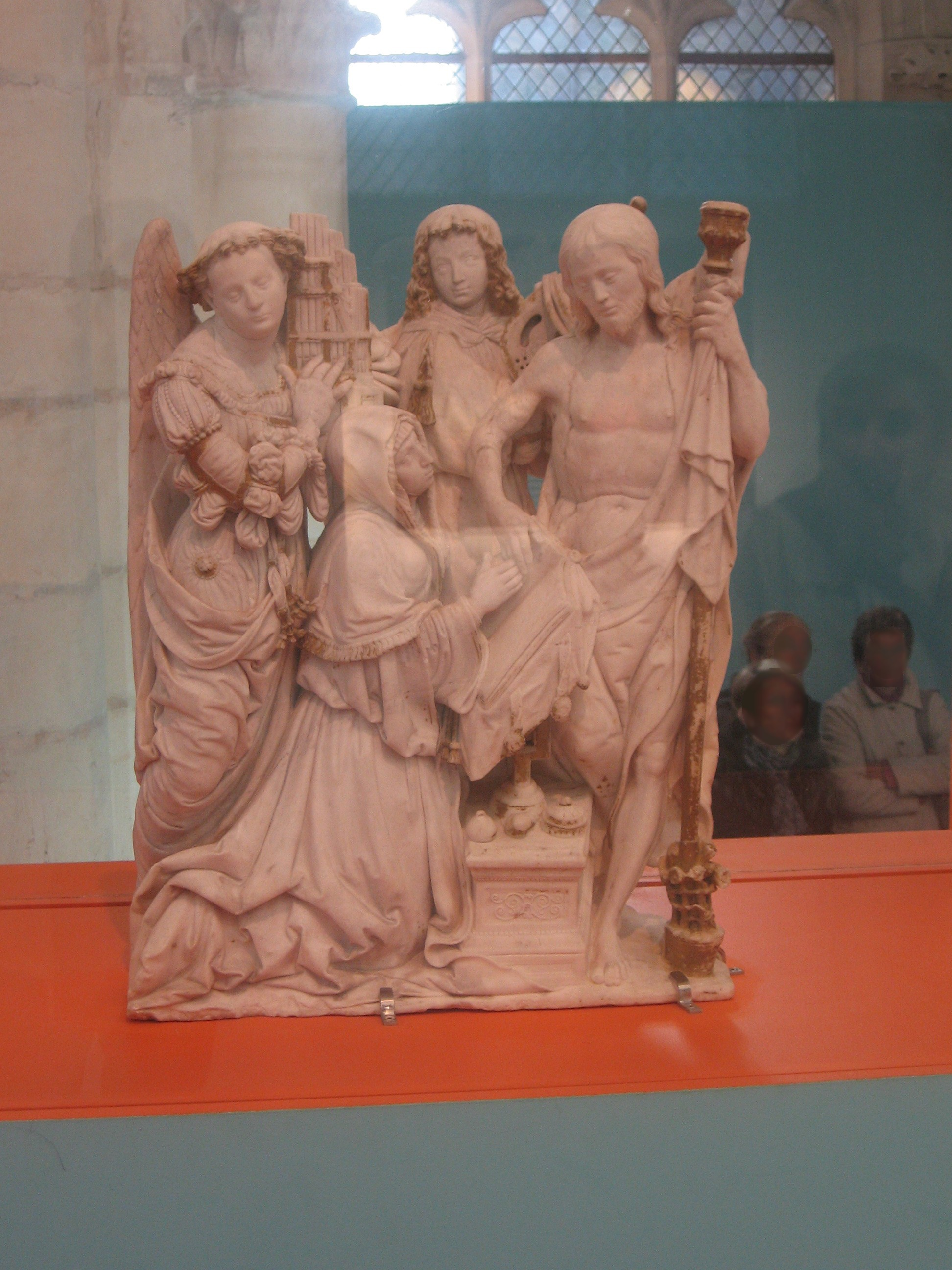
Apparition du Christ.

## Personnalités liées à la commune
- Laurent Hotelin (1821-1894), graveur, né et mort dans cette ville.